# Mariene ecoregio Zuidelijke Golf van Guinee
De Mariene ecoregio Zuidelijke Golf van Guinee (85) (Engels: Gulf of Guinea South marine ecoregion) is een biogeografische regio en ligt in het oosten van de Atlantische Oceaan in de Mariene provincie Golf van Guinee (17) in het Marien rijk Tropische Atlantische Oceaan. De mariene ecoregio is vastgesteld door het World Wide Fund for Nature en The Nature Conservancy en is vernoemd naar de Golf van Guinee.
In het noorden grenst het gebied aan de mariene ecoregio Centrale Golf van Guinee (83), in het noordwesten aan de mariene ecoregio Eilanden Golf van Guinee (84) en in het zuiden aan de mariene ecoregio Angola (86).

## Geografie
De mariene ecoregio ligt in het oosten van de Atlantische Oceaan voor de zuidwestkust van Gabon, Congo-Brazzaville, de Anogolese provincie Cabinda, Congo-Kinshasa en het noordwesten van de Angolese provincie Zaire. Het gebied in de Golf van Guinea strekt zich uit van Port-Gentil tot ten zuiden van de stad Soyo en omvat onder andere de lagunes van Gabon, de Lagoa Massabi en de monding van de rivier de Kongo.
Door het gebied stroomt de Angolastroom.

## Biogeografie
Het gebied kent zeeleven dat houdt van tropische temperaturen.